# Nivéole de printemps
Leucojum vernum
Espèce
Classification APG III (2009)
Statut de conservation UICN

 LC  : Préoccupation mineure
La Nivéole de printemps (Leucojum vernum), appelée populairement Claudinette, est une espèce de plante bulbeuse, qui appartient à la famille des Liliaceae selon la classification classique. La classification phylogénétique la place dans la famille des Amaryllidaceae - ou optionnellement dans celle des  Alliaceae.

## Description

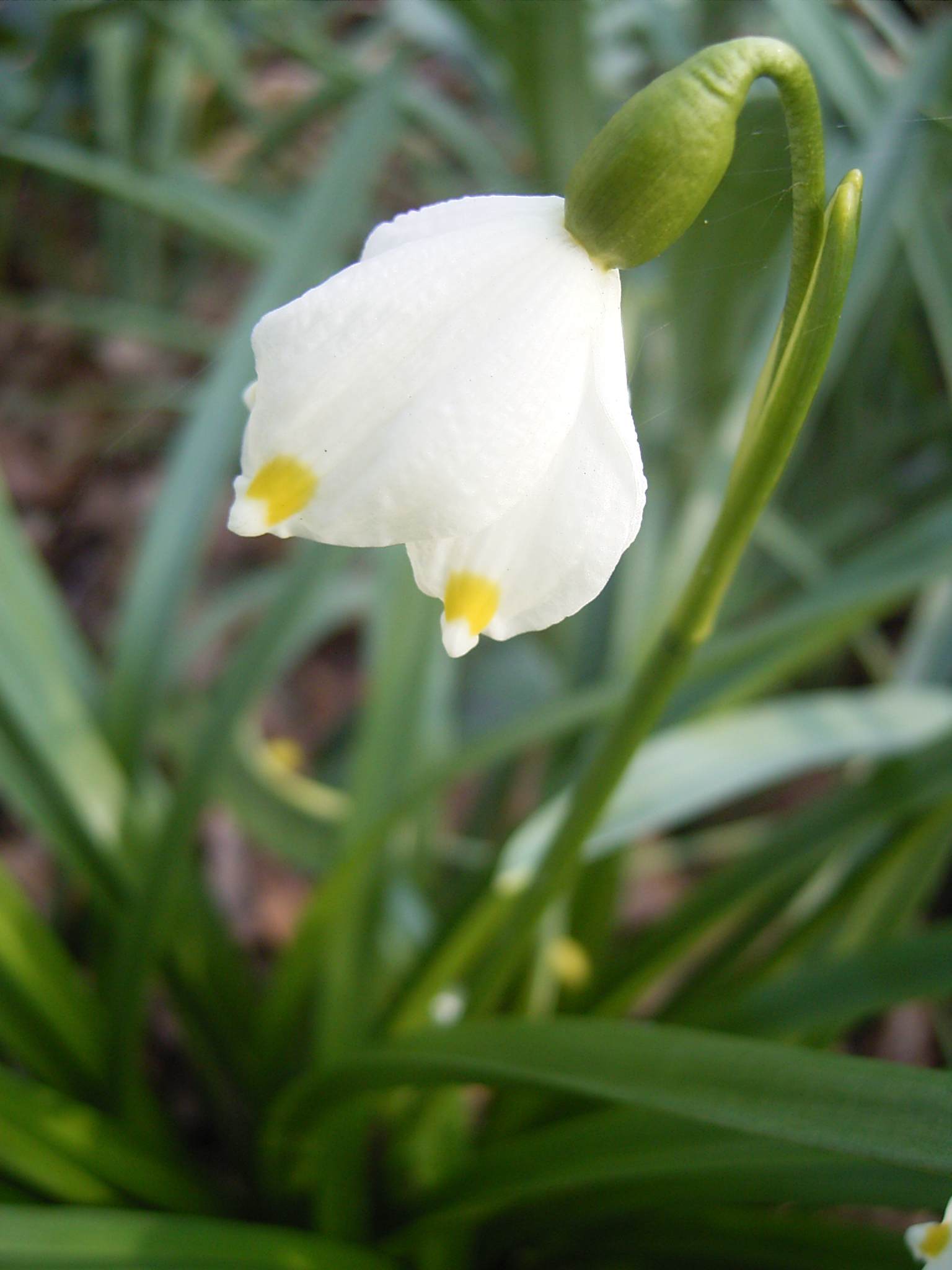
Fleur de la variété carpathicum.

La nivéole de printemps ressemble à une perce-neige. Sa fleur est plus grande que celle de Galanthus nivalis et sa tige mesure de 15 à 25 cm. La nivéole de printemps fleurit deux semaines plus tard que la perce-neige commune (février-mars). Ainsi, la floraison a lieu non pas au printemps, mais à la fin de l'hiver.
Les six tépales présentent une tache apicale, verte chez la variété type, jaunâtre chez la variété carpathicum Sims qui est présente dans la partie orientale de sa distribution.

## Distribution et protection
On rencontre cette nivéole principalement en Europe centrale.
En France, la nivéole de printemps est relativement abondante dans le Nord, le long du cours supérieur de l’Oise et de ses affluents, et dans l’Est (Vosges, Franche-Comté). On la rencontre aussi çà et là dans les Alpes (Massif de la Chartreuse), etc. Elle est protégée dans les régions Champagne-Ardenne, Lorraine, Picardie et Provence-Alpes-Côte d'Azur.
En Belgique, la nivéole de printemps est une plante qu’on rencontre çà et là. C'est une plante protégée sur l'ensemble du territoire. Elle n’est toutefois, vraisemblablement indigène qu’en Gaume (Lorraine belge). Aux Pays-Bas, elle n’est plus indigène, mais est naturalisée çà et là ("stinzenplant"). Elle est rare et protégée en Allemagne, où on la rencontre notamment dans la partie calcaire de l’Eifel et surtout dans la forêt alluviale de Leipzig.

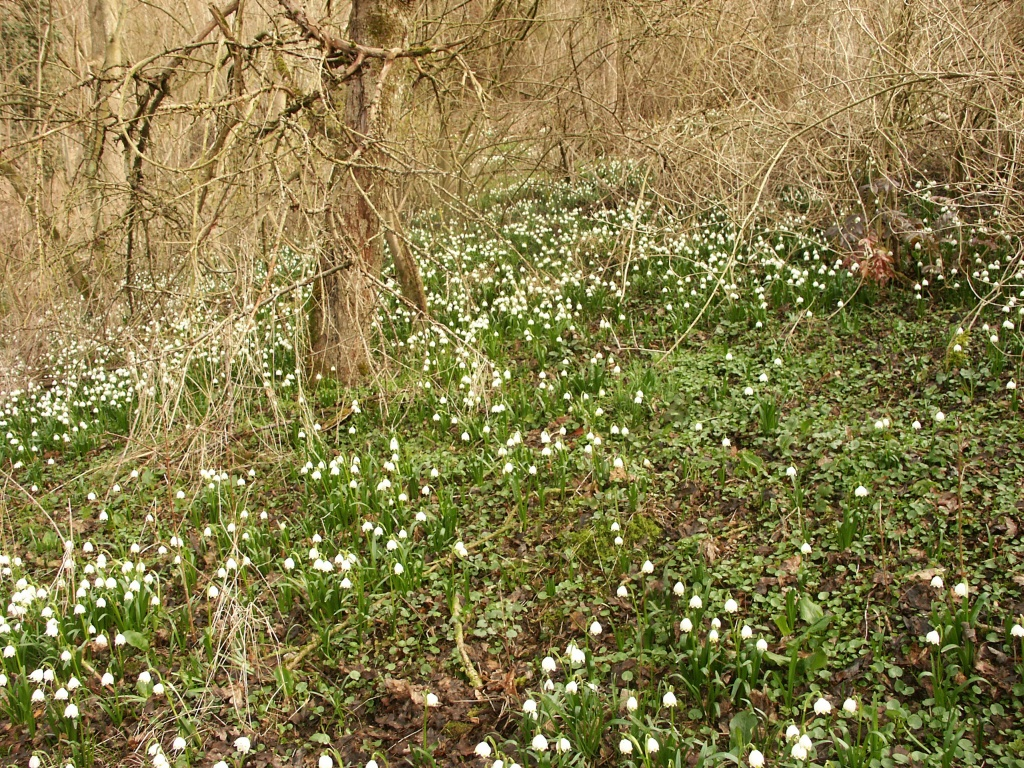
Leucojum vernum dans le sud de l’Allemagne.
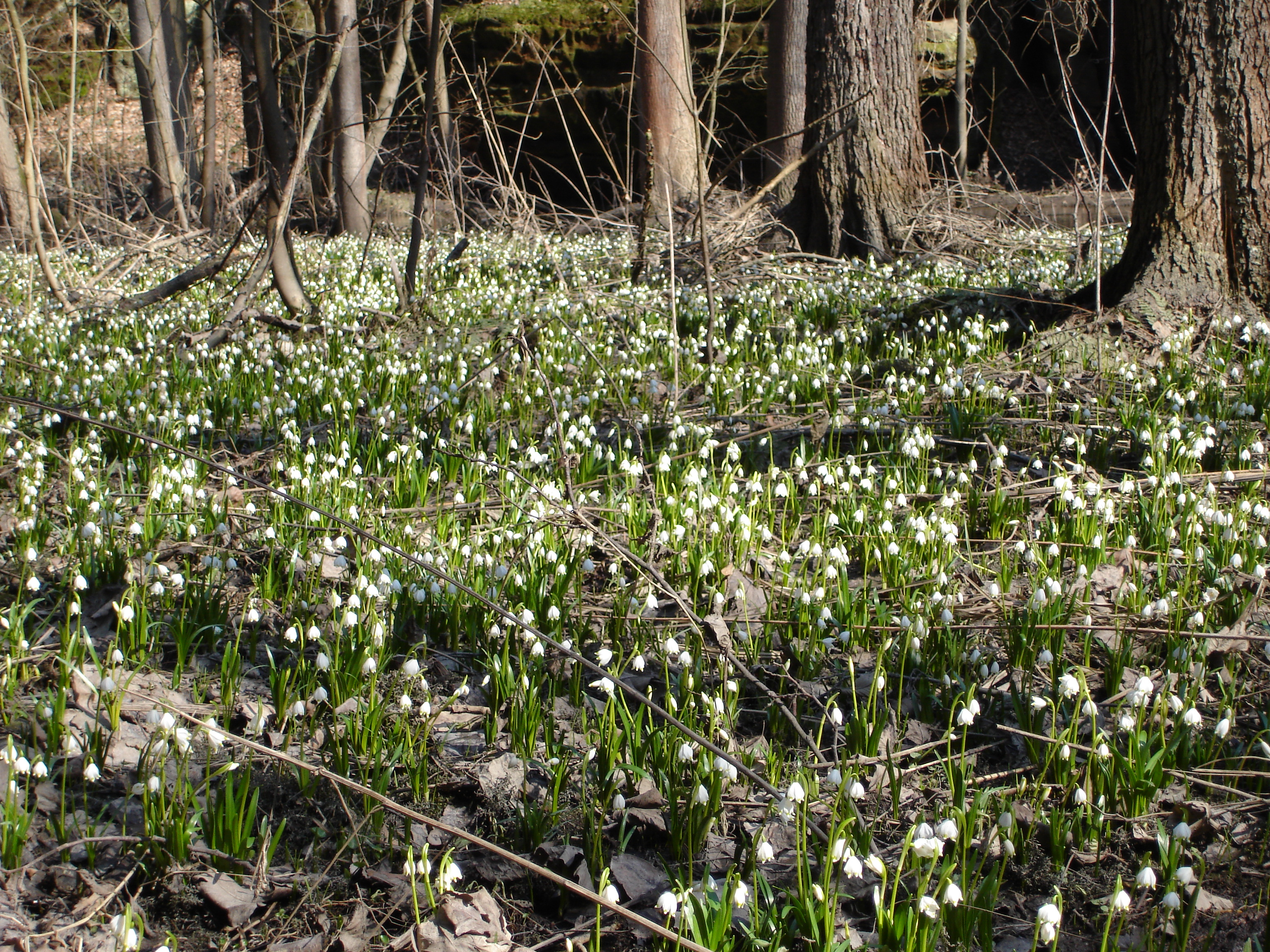
Leucojum vernum en Tchéquie.
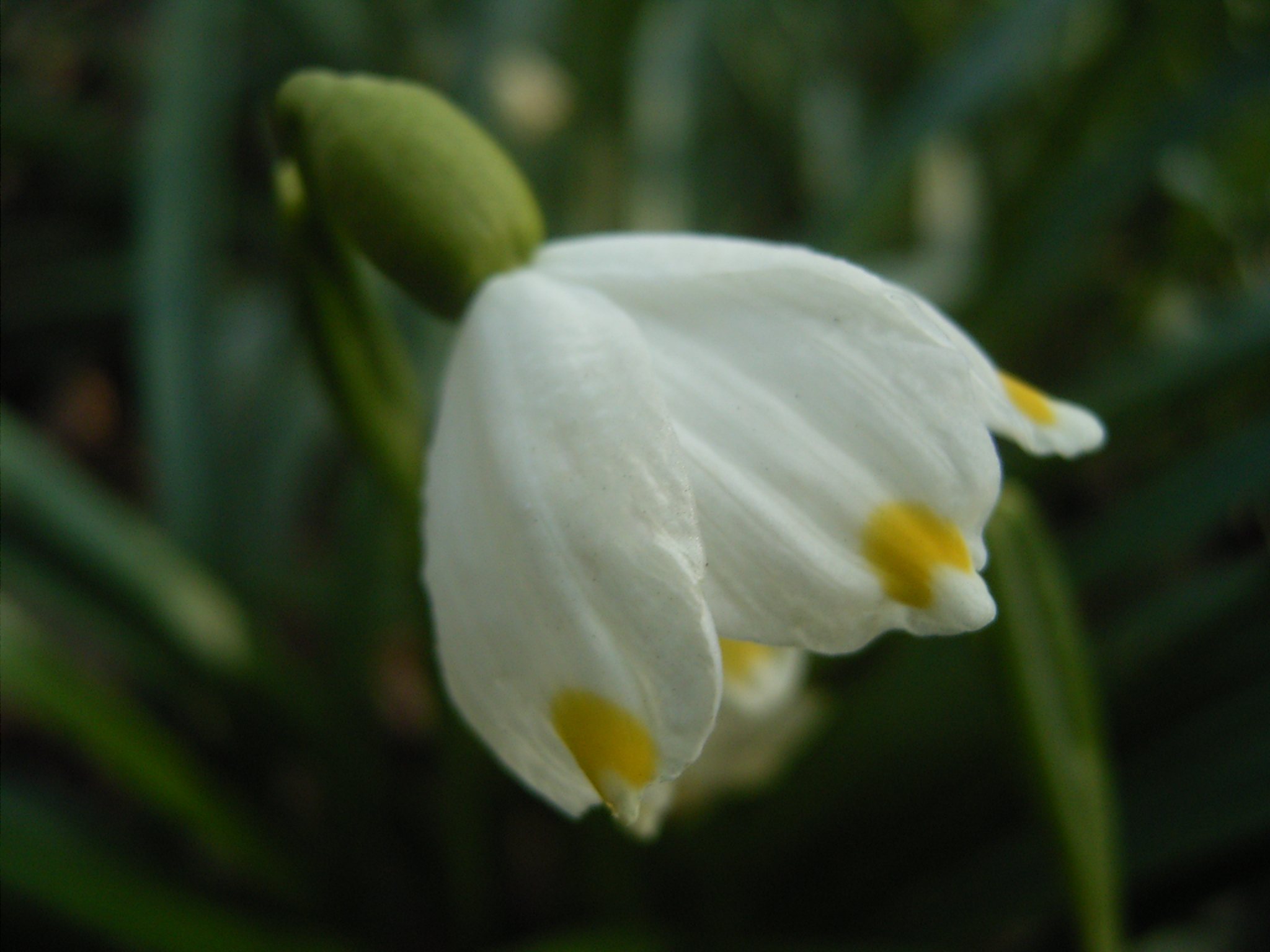
Face externe de la fleur.
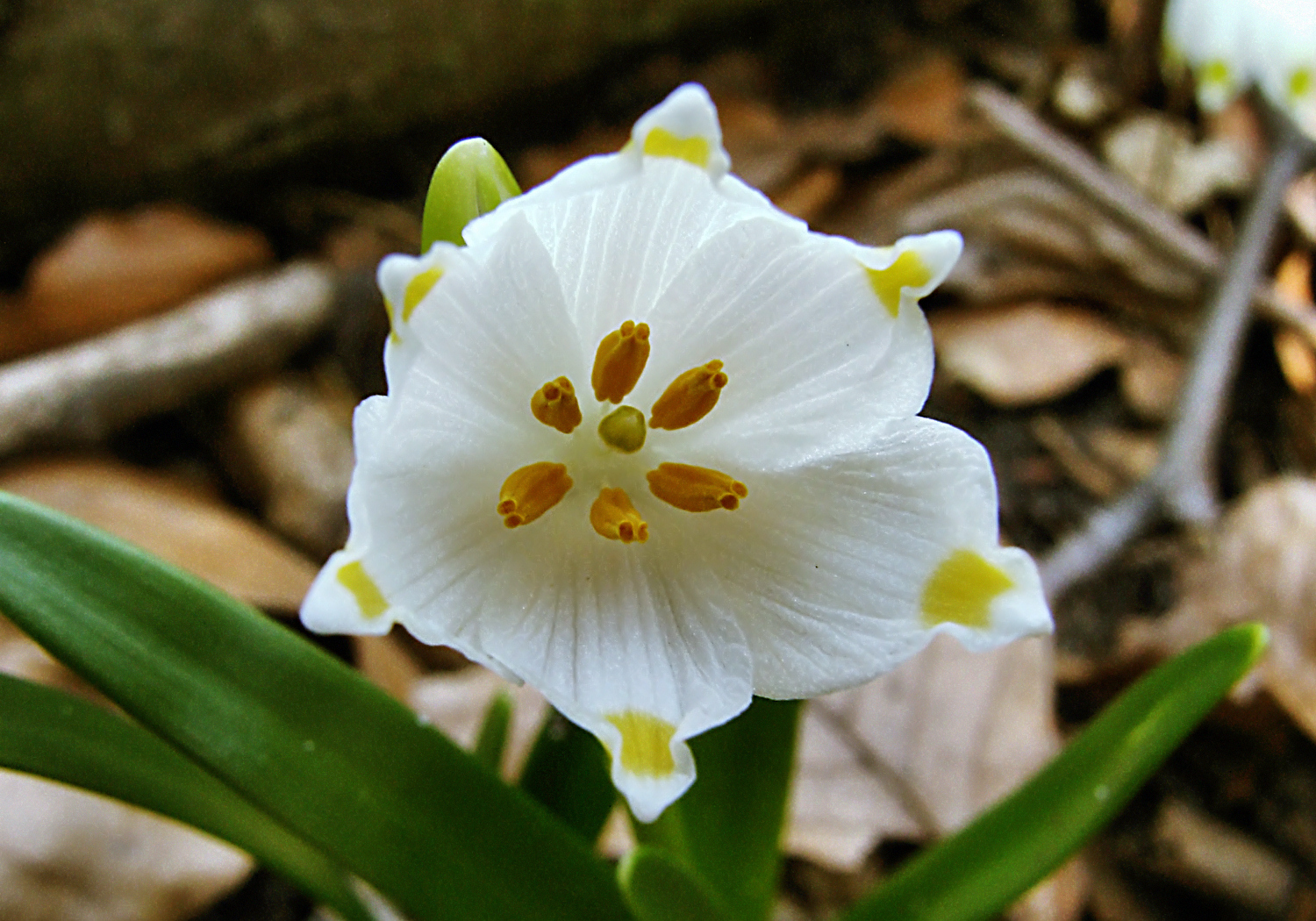
Face interne de la fleur.
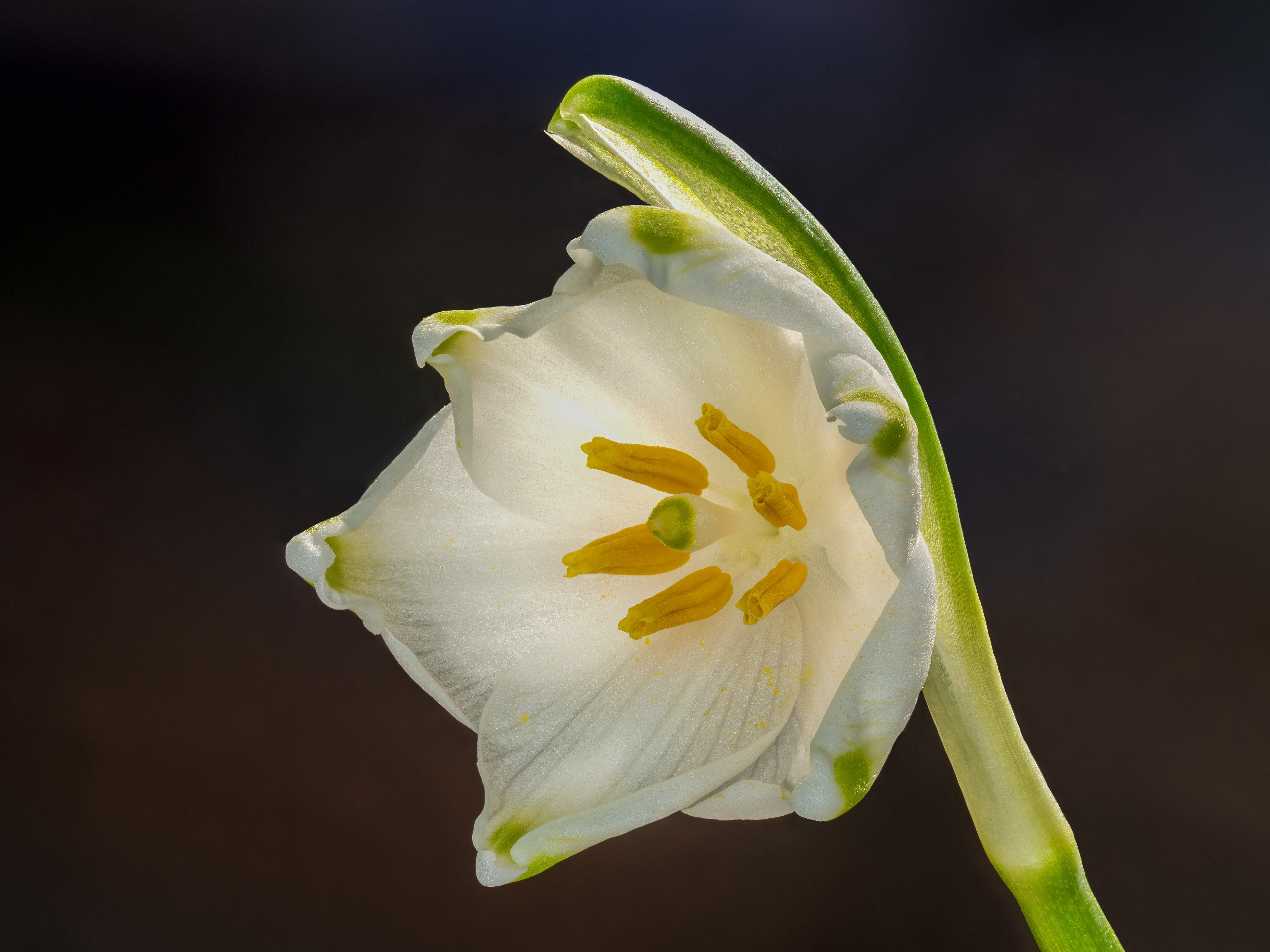
Fleur de nivéole de printemps.

## Culture

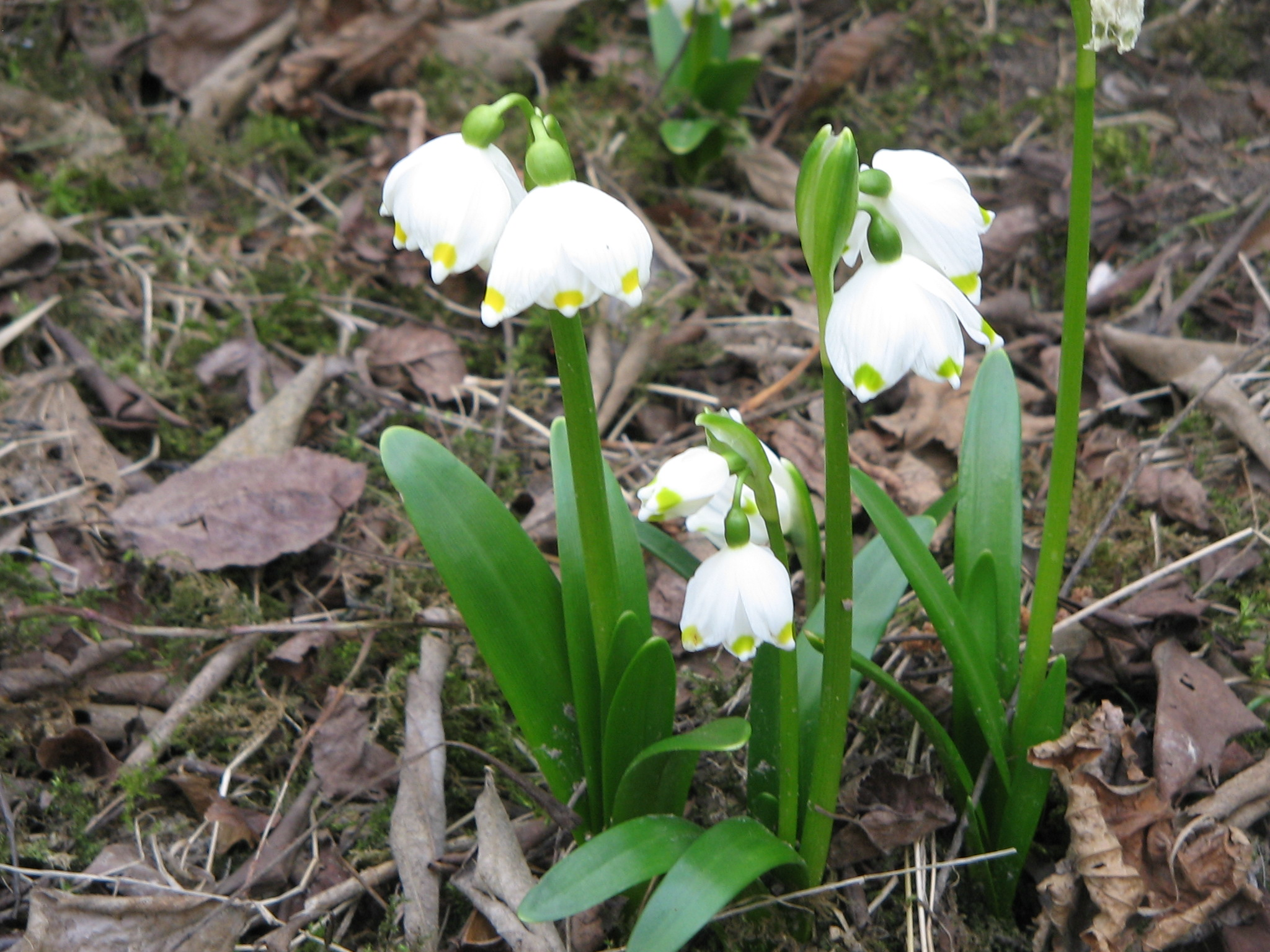
'Podpolozje' et vagneri.

Les bulbes de la nivéole de printemps, qui doivent être très frais, doivent être plantés dès réception dans un sol humifère qui retient bien l’humidité en situation semi-ombragée à ombragée. Une alternative est la division des souches « en vert » à la fin de la floraison. De culture facile, cette plante gracieuse s’accommode de tous les sols et affectionne particulièrement les sous-bois. Une fois acclimatée et établie, elle se multiplie rapidement par semis spontanés.
Le taxon vagneri Stapf, originaire de Hongrie, plus grand et à deux, parfois trois fleurs par tige, est actuellement considéré comme une forme robuste de la variété type. Le cultivar ‘Podpolozje’ est une sélection qui combine les propriétés de la variété carpathicum et de la robuste forme vagneri, à savoir deux fleurs par tige à taches apicales jaunâtres.

## Sources
- Réginald Hulhoven, Des Cousines des Perce-neige – Les Nivéoles, Les Jardins d'Eden, 21: 130-133, 2005